# 173872 Andrewwest
173872 Andrewwest è un asteroide della fascia principale. Scoperto nel 2001, presenta un'orbita caratterizzata da un semiasse maggiore pari a 3,0427088 UA e da un'eccentricità di 0,1063293, inclinata di 2,45151° rispetto all'eclittica.